# Kenneth Arrow
Kenneth Joseph Arrow (detto anche Ken) (New York, 23 agosto 1921 – Palo Alto, 21 febbraio 2017) è stato un economista statunitense, vincitore del Premio Nobel per l'economia nel 1972, insieme a John Hicks, per i contributi pionieristici alla teoria dell'equilibrio economico generale e alla teoria del benessere.
Arrow è considerato tra i fondatori della moderna economia neoclassica. I suoi contributi principali riguardano la teoria della scelta sociale, soprattutto con il teorema dell'impossibilità che porta il suo nome, e l'analisi delle situazioni di equilibrio economico generale. Inoltre, ha contribuito ad altre aree della ricerca economica, come la teoria della crescita endogena e lo studio delle asimmetrie informative.

## Biografia
Si diplomò alla Townsend Harris High School e ottenne un Bachelor's degree al City College of New York nel 1940. Alla Columbia University, nel 1941, conseguì il master. La seconda guerra mondiale interruppe gli studi di Arrow, che fu ufficiale del servizio meteorologico dell'esercito degli Stati Uniti dal 1942 al 1946. Dal 1946 al 1949 fu studente alla Columbia university, ma anche ricercatore associato in seno alla Cowles Foundation alla University of Chicago. Inoltre, nello stesso periodo fu professore assistente di economia presso la stessa università. Nel 1947 sposò Selma Schweitzer, dalla quale avrebbe avuto due figli, David Michael ed Andrew Seth. Nel 1951 ottenne il Ph. D. alla Columbia.
Nel 1972 gli fu assegnato il Premio Nobel, ed Arrow divenne il più giovane vincitore (51 anni) del riconoscimento. È stato Joan Kenney Professor Emerito di economia e di ricerca operativa alla Stanford University. Nel 2004 il Presidente degli Stati Uniti, George W. Bush, gli consegnò la National Medal of Science, il più alto riconoscimento scientifico negli Stati Uniti, per i suoi contributi nella ricerca sulla determinazione delle decisioni in condizioni di informazione imperfetta e sulla gestione del rischio. Inoltre, Arrow è stato un membro fondatore della Pontificia Accademia delle Scienze Sociali.

## Principali contributi alla teoria economica

### Teorema dell'impossibilità
Il teorema dell'impossibilità di Arrow dimostra l'impossibilità della democrazia rappresentativa basata sui principi che solitamente sono considerati alla base della democrazia stessa: uguaglianza dei voti, univocità della scelta, certezza del risultato.

### Teoria dell'equilibrio economico generale

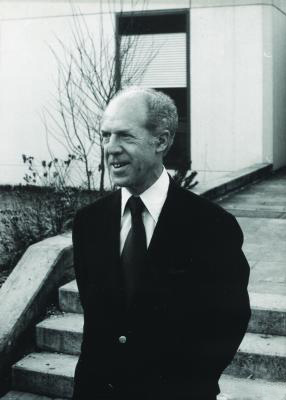
L'economista Gerard Debreu

Insieme a Gérard Debreu, che avrebbe vinto il Nobel nel 1983, Arrow fornì la prima prova rigorosa dell'esistenza di una situazione di equilibrio (v. Modello di Arrow-Debreu), dati alcuni vincoli, in grado di condurre all'equilibrio economico generale. Arrow ha, poi, continuato a estendere il modello facendo in modo che esso affrontasse anche le questioni dell'incertezza e della stabilità dell'equilibrio raggiunto, e analizzando la questione dell'efficienza degli equilibri competitivi.

### Teoria della crescita endogena
Arrow contribuì alla nascita della ricerca sulla teoria della crescita endogena, riguardante lo studio dei cambiamenti tecnologici, considerati un elemento chiave della crescita economica. Fino ad allora, la teoria principale della crescita trattava il cambiamento tecnologico come generato in maniera esogena. La teoria ha cercato di studiare le ragioni economiche che spingono le imprese a innovare, portando così all'interno dei modelli la determinazione del cambiamento tecnologico.

### Le asimmetrie informative
Arrow studiò anche i problemi causati dalle asimmetrie informative nei mercati. In molte transazioni, una parte (di solito il venditore) ha maggiori informazioni riguardo al prodotto, rispetto all'altra parte. Queste asimmetrie incentivano comportamenti sleali da parte dell'operatore in possesso di informazioni più precise. Il risultato è stato la nascita di strumenti in grado di far funzionare questi mercati, pur sussistendo le asimmetrie, come le garanzie e l'autenticazione ad opera di una terza parte. Al riguardo, Arrow si dedicò alla questione delle asimmetrie nell'assistenza medica, nello scambio di titoli nel mercato secondario, nelle aste online e nelle assicurazioni.

## Opere
- Kenneth J. Arrow, Alternative approaches to the theory of choice in risk-taking situations, in Econometrica, n. 19, 1951,  pp. 404-437.
- Kenneth J. Arrow, Social Choice and Individual Values, New Tork, Wiley, 1951, ISBN 0-300-01364-7.
- Kenneth J. Arrow, Hurwicz’s optimality criterion for decision making under ignorance, in Technical Report 6, Stanford University, 1953.
- Kenneth J. Arrow, Gerard Debreu, Existence of a Competitive Equilibrium for a Competitive Economy, in Econometrica, vol. 22, n. 3, 1954,  pp. 265-290.
- Kenneth J. Arrow, Functions of a theory of behaviour under uncertainty, in Metroeconomica, n. 11, 1959,  pp. 12-20.
- Kenneth J. Arrow, Toward a Theory of Price Adjustment. In Moses Abramovitz et al. (a cura di), The Allocation of Economic Resources: Essays in Honor of Bernard Francis Haley, Stanford, Stanford University Press, 1959.
- Kenneth J. Arrow, The Economic Implications of Learning by Doing, in Review of Economic Studies, vol. 29, 1962,  pp. 155-173.
- Kenneth J. Arrow, Uncertainty and the Welfare Economics of Medical Care, in American Economic Review, vol. 53, n. 5, 1963,  pp. 941-973.
- Kenneth J. Arrow, Economic Equilibrium. In D. L. Sills (a cura di) International Encyclopedia of the Social Sciences 4, Londra e New York, Macmillan and the Free Press, 1968,  pp. 376-388.
- Kenneth J. Arrow, Essays in the Theory of Risk-Bearing, Amsterdam, North-Holland Pub. Co., 1971, ISBN 0-7204-3047-X.
- Kenneth J. Arrow, Frank Hahn, General Competitive Analysis, San Francisco, Holden-Day, 1971, ISBN 0-8162-0275-3.
- Kenneth J. Arrow, Leonid Hurwicz, Decision making under ignorance. In C. F. Carter and J.L. Ford (a cura di), Uncertainty and Expectations in Economics. Essays in Honour of G.L.S. Shackle, Oxford, Basil Blackwell, 1972.
- Kenneth J. Arrow, The Limits of Organization, New York, Norton, 1974, ISBN 0-393-09323-9.
- Kenneth J. Arrow, “Rationality of self and others in an economic system”, in R. M. Hogarth e M. W. Reder (a cura di), Rational Choice., Chicago, The University of Chicago Press, 1987.